# Mutěnice, Strakonice
Mutěnice là một làng thuộc huyện Strakonice, vùng Jihočeský, Cộng hòa Séc.